# 펄스 폭 변조

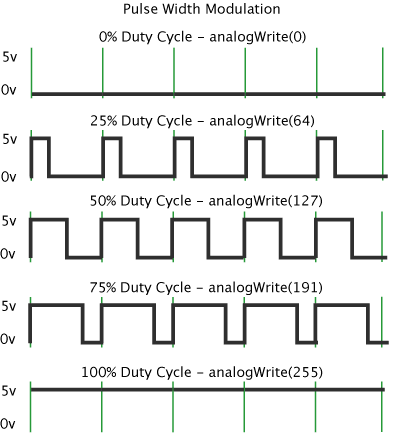
펄스 폭 변조의 변조된 펄스 폭(0%,25%,%0%,75%,100%) 0v~5v기준

펄스 폭 변조(Pulse Width Modulation, PWM) 방식은 펄스의 폭을 조절하는 방식으로 변조한다. 때때로 PDM(pulse-duration modulation)라고도 한다.
이러한 펄스폭변조제어(pulse幅變調制御)는 임의의 정해진 출력 파형을 유도해내기 위하여 각 기본 주기에서 펄스폭이나 주파수, 또는 그 두 가지 모두를 변조시키는 펄스 제어 방식이다.

## 펄스 폭 제어
출력할 수 있는 전압값을 기준으로 이를 일정한 비율(duty)동안에는 High로 유지하고 나머지는 Low값으로 출력하여 아래와 같은 사각파의 출력을 만들어 낼수있다.
|                                      |
| Duty 10%단위로 펄스 폭 컨트롤의 경우 |

## 같이 보기
- 펄스 부호 변조

## 참고
- (우리말샘)펄스폭변조제어(pulse幅變調制御)
- PWM